# Хипокористик
Хипокористик је име од миља, варијанта имена или друге речи која се користи од милоште за неку особу која нам је драга. Ова реч је настала од грчке речи ὑποκορίζεσθαι (hypokorizesthai), што значи „изигравати дете, тепати”. Хипокористици се карактеришу одређеном деформацијом речи и често су апокопирани облици пуних имена или деминутиви, иако могу имати другачију етимологију од основне речи (нпр. Пепе је хипокористик од шпанског имена Хосе, или Пако од Франсиско). Хипокористици су скраћивања и модификације властитих имена у фамилијарном говору.

## Формирање хипокористика
Хипокористици се формирају на три начина:
1. Скраћивање властитих имена (Владимир — Влада)
2. Имитирање дечјег говора (Драгана — Гага)
3. Додавање деминутивних наставака (Мила — Милица)